# Архідієцезія Пресвятої Діви Марії (Нур-Султан)

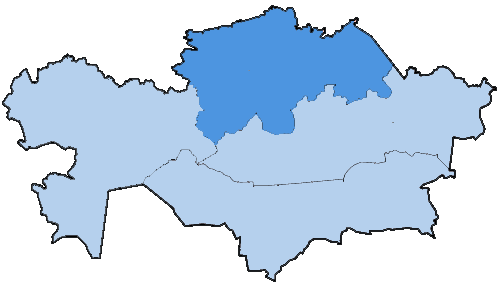
Територія архідієцезії

Архідієцезія Пресвятої Діви Марії в Астані (лат. Archidioecesis Sanctae Mariae in Astanansis) — римсько-католицька архідієцезія, що має центр (кафедру) в Астані (Казахстан). архідієцезія Пресвятої Діви Марії є митрополією, разом з суфраганними дієцезіями Караганди, Алма-Ати та апостольською адміністратурою Атирау покриває всю територію Казахстану. Територія самої архідієцезії охоплює Павлодарську, Акмолинську, Костанайську та Північноказахстанську область.
7 липня 1999 року папа Іван-Павло II заснував апостольську адміністратуру з центром в Астані, яка 17 травня 2003 року була зведена у статус архідієцезії. Кафедральним собором архідієцезії-митрополії служить Собор Божої Матері Неустанної Помочі.
За даними на 2004 рік в архідієцезії Пресвятої Діви Марії був 21 прихід, 17 діоцезіальних (тобто не ченців) і 17 ченців священиків (загальне число монахів — 25, черниць — 61). Загальне число вірних оцінюється в 90 000 чоловік
архідієцезія поділена на 5 деканатів:
- Астанинський деканат
- Кокшетауський деканат
- Костанайський деканат
- Павлодарський деканат
- Петропавловський деканат.

На території архідієцезії існує два греко-католицьких приходи (в Астані та Павлодарі), що належать до Українській грекокатолицької церкви, парафіянами яких є етнічні українці.
В архідієцезії працює місцеве відділення Карітас.